# Ханмагомедов, Бейдуллах Гаджи-Курбанович
Бейдулла́х Гаджи-Курба́нович Ханмагоме́дов (18 августа 1927, Кондик, Хивский район, Дагестанская АССР, РСФСР, СССР – 28 сентября 1999, Махачкала, Дагестан, Россия) — советский и российский лингвист, кавказовед, специалист по табасаранскому языку, автор учебных пособий и словарей табасаранского языка, переводчик произведений мировой литературы на табасаранский язык.

## Биография
Родился в 1927 году в селе Кондик (Кандык) Хивского района, в семье табасаранца и лезгинки. По отцу — внук известного землевладельца в Южном Дагестане, самого богатого человека в Хивском районе Гаджи-Кутая. По матери — внук историка, философа, поэта и просветителя Гасана-эфенди Алкадарского.
После окончания Хивской средней школы с 1942 по 1945 год работал статистом райземотдела, потом зоотехником в Хивском районе. В 1945 году поступил в пединститут на факультет языка и литературы. После окончания института направлен в Тинитскую среднюю школу Табасаранского района в качестве учителя русского языка и литературы, в 1952 году — в Хивскую среднюю школу. В 1953—54 гг. по приглашению министерства образования и молодежной политики работал редактором табасаранского языка в Дагучпедгизе. Затем окончил аспирантуру при Институте языкознания АН СССР.
В 1958 году защитил в Институт языкознания АН СССР кандидатскую диссертацию на тему «Система склонения табасаранского языка в сравнении с системами склонения лезгинского и агульского языков» (лезгинским и агульским языками владел в совершенстве). После защиты диссертации работал в секторе родных языков НИИ педагогики имени Тахо-Годи, в том числе заведовал сектором родных языков до 1972 года. В 1970 году защитил в Институте языкознания АН СССР докторскую диссертацию на тему «Синтаксис табасаранского языка» и опубликовал книгу «Очерки по синтаксису табасаранского языка».
В 1972–1983 гг. заведовал кафедрой русского и иностранных языков ДГПТИ.
С 1984 по 1999 год работал в Институте языка, литературы и искусства Дагестанского научного центра, где продолжал исследования табасаранского языка.

### Семья
- Отец — Гаджи-Курбан Хан-Магомедов (1877—1938), российский офицер, арестован в 1937 году, расстрелян в 1938 году, посмертно реабилитирован[2].
- Старший брат Омар Хан-Магомедов (1901—1976), инженер, участник Гражданской и Великой Отечественной войн[3].
  - Племянники: искусствовед Селим Хан-Магомедов и литературовед Мариэтта Чудакова.
- Старший брат Асадулла Ханмагомедов (1911—1974), табасаранский писатель, соавтор табасаранского алфавита на основе кириллицы (1938)[4].
- Старшая сестра Зумруд Ханмагомедова (1915—2001), табасаранская поэтесса и первая табасаранка, получившая высшее образование.

## Вклад в науку
Помимо работ по морфологии и синтаксису табасаранского языка, Бейдуллах Ханмагомедов был составителем букварей и учебников для начальных и старших классов табасаранских школ, учебных пособий для педколледжа.
В соавторстве с Г. Гаджиевым в 1958 году он издал «Орфографический словарь табасаранского языка». Последние годы жизни с Кимом Шалбузовым работал над лексикологией табасаранского языка, составив «Табасаранско-русский словарь» (издан в 2001 году) и «Русско-табасаранский словарь» (пока не издан), а также коллективной научной грамматикой табасаранского языка.
Работал над переводами стихов Омара Хайяма, Алишера Навои, Низами Гянджеви (опубликованы в книге «Караван любви» в 2012 году).
Награждён медалью «За доблестный труд в годы Великой Отечественной войны 1941–1945 гг.», удостоен почётных званий «Заслуженный учитель школы ДАССР» (1962), «Заслуженный деятель науки РД» (1995).

## Память
В 2016 году была опубликована книга доктора филологических наук Велибека Загирова «Бейдуллах Ханмагомедов – учёный-языковед, мастер слова» (на табасаранском языке).
Осеннью 2017 года в Хивском районе и в Институте языка, литературы и искусства имени Гамзата Цадасы ДНЦ РАН прошли вечера памяти, посвященные 90-летию со дня рождения учёного.

## Основные труды
- Система местных падежей в табасаранском языке. Махачкала: Дагучпедгиз, 1958.
- Очерки по синтаксису табасаранского языка. Махачкала: Дагучпедгиз, 1970.
- Табасаранский язык. Учеб. для пед. уч-щ. Махачкала: Дагучпедгиз, 1987.
- Орфографический словарь табасаранского языка / Г. Н. Гаджиев, Б. Г. Ханмагомедов. Махачкала: Дагучпедгиз, 1989.
- Табасаранско-русский словарь (Табасаран чӏалнанна урус чӏалнан словарь): Ок. 25000 слов / Б. Г.-К. Ханмагомедов, К.Т. Шалбузов; Под ред. К.К. Курбанова. М.: Наука, 2001.
- Современный табасаранский язык / З. М. Загиров, В. М. Загиров,  К. К. Курбанов, Б. Г.-К. Ханмагомедов, К. Т. Шалбузов. Махачкала: ИЯЛИ ДНЦ РАН, 2014.

## О нём
- Бейдулах Ханмагомедов – чӏалнанаьлим, гафнанустад: кӏаинапӏбар, очеркар, шиърар, шиклар / Автор вадюзмишгъапур проф. В.М. Загиров. – Махачкала: Дагестанское книжное издательство. Цикл «Дагестан: время и судьбы», 2016. – 160 с.